# Brest (Finistère)
Brest ist eine französische Hafenstadt in der Bretagne mit 140.993 Einwohnern (Stand 1. Januar 2022). Sie gehört zum Département Finistère. Aufgrund ihrer geschützten Lage an der Bucht von Brest (französisch Rade de Brest), einer tief ins Land ragenden Bucht des Atlantiks, sowie des natürlichen Hafens im Bereich der Mündung des Flüsschens Penfeld ist Brest seit Jahrhunderten ein bedeutender Marinehafen. Noch heute ist Brest, auch „Cité du Ponant“ genannt, Stützpunkt der französischen Atlantikflotte und ein wichtiger Handelshafen.
Als größte Stadt der westlichen Bretagne ist Brest ein wichtiger Industrie- und Handelsstandort. Die westlichste Stadt des europäischen Teils Frankreichs ist Sitz der Université de Bretagne Occidentale (dt. Universität der Westbretagne), der Brest Business School sowie weiterer Hochschulen und Forschungsinstitute.

## Klima
Brest hat ein gemäßigtes Seeklima, das vom Golfstrom beeinflusst wird. Charakteristisch für dieses Klima sind kühle Sommer und milde Winter. Frost tritt selten auf, Wind dagegen fast ständig. Die Stadt gehört in eine Klimazone des Typs Cfb (nach Köppen und Geiger): Warmgemäßigtes Regenklima (C), vollfeucht (f), wärmster Monat unter 22 °C, mindestens vier Monate über 10 °C (b).
Die jährliche Durchschnittstemperatur liegt bei 10,9 °C; der kälteste Monat ist mit 6,3 °C der Januar, der wärmste mit 16,3 °C der August. Die jährliche Niederschlagsmenge beträgt 1.109,4 mm; am trockensten mit 46,3 mm ist es im Juli, die höchste Niederschlagsmenge fällt mit 140,2 mm im Dezember.
|                        | Jan   | Feb   | Mär   | Apr  | Mai  | Jun  | Jul  | Aug  | Sep  | Okt   | Nov   | Dez   |   |         |
| Mittl. Temperatur (°C) | 6,3   | 6,4   | 7,5   | 9,0  | 11,6 | 14,2 | 16,2 | 16,3 | 15,0 | 12,4  | 8,9   | 7,3   | ⌀ | 10,9    |
| Mittl. Tagesmax. (°C)  | 8,7   | 8,9   | 10,5  | 12,4 | 15,1 | 18,0 | 20,1 | 20,0 | 18,5 | 15,4  | 11,6  | 9,7   | ⌀ | 14,1    |
| Mittl. Tagesmin. (°C)  | 3,9   | 3,8   | 4,5   | 5,7  | 8,1  | 10,5 | 12,4 | 12,6 | 11,5 | 9,4   | 6,2   | 4,9   | ⌀ | 7,8     |
|                        |       |       |       |      |      |      |      |      |      |       |       |       |   |         |
| Niederschlag (mm)      | 137,9 | 108,2 | 104,9 | 72,1 | 75,7 | 54,3 | 46,3 | 59,0 | 80,0 | 110,0 | 120,9 | 140,2 | Σ | 1.109,5 |
|                        |       |       |       |      |      |      |      |      |      |       |       |       |   |         |
| Sonnenstunden (h/d)    | 2,1   | 3,1   | 4,1   | 5,8  | 6,8  | 7,2  | 7,3  | 6,7  | 5,6  | 4,0   | 2,7   | 2,0   | ⌀ | 4,8     |
|                        |       |       |       |      |      |      |      |      |      |       |       |       |   |         |
| Regentage (d)          | 22,2  | 18,6  | 19,8  | 17,3 | 16,2 | 13,8 | 13,0 | 14,9 | 15,4 | 17,8  | 21,0  | 21,4  | Σ | 211,4   |
|                        |       |       |       |      |      |      |      |      |      |       |       |       |   |         |
| Wassertemperatur (°C)  | 11,1  | 10,7  | 10,5  | 11,1 | 13,0 | 15,3 | 17,1 | 17,8 | 17,0 | 15,4  | 13,5  | 11,8  | ⌀ | 13,7    |
|                        |       |       |       |      |      |      |      |      |      |       |       |       |   |         |
| Luftfeuchtigkeit (%)   | 86    | 84    | 82    | 81   | 81   | 83   | 83   | 83   | 85   | 86    | 85    | 86    | ⌀ | 83,8    |

| 3,9 |

| 3,8 |

| 4,5 |

| 5,7 |

| 8,1 |

| 10,5 |

| 12,4 |

| 12,6 |

| 11,5 |

| 9,4 |

| 6,2 |

| 4,9 |

| 3,9 |

| 3,8 |

| 4,5 |

| 5,7 |

| 8,1 |

| 10,5 |

| 12,4 |

| 12,6 |

| 11,5 |

| 9,4 |

| 6,2 |

| 4,9 |

## Geschichte

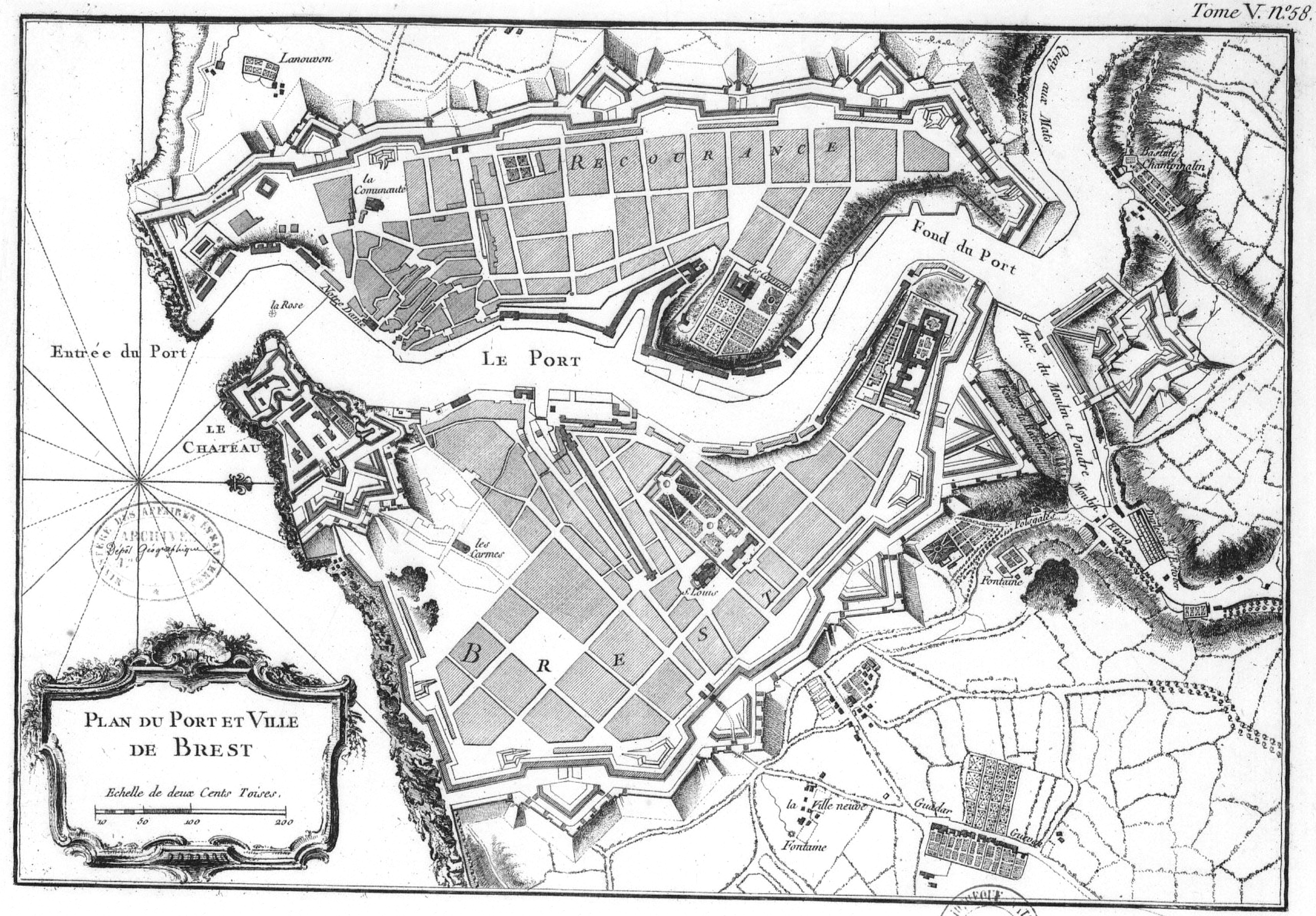
Plan von Brest (1764)

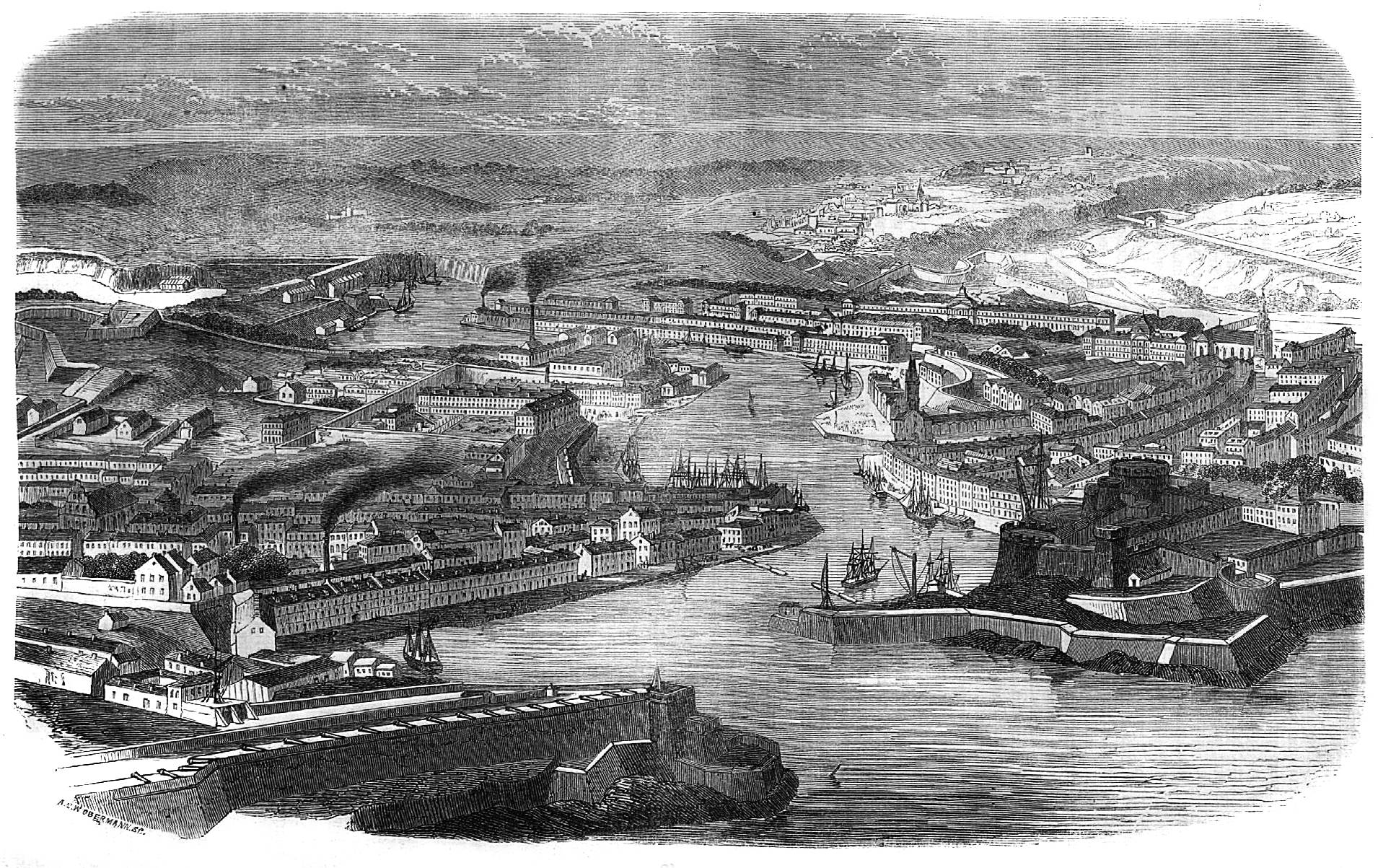
Arsenal von Brest (1855)

Lageplan von Brest um 1904

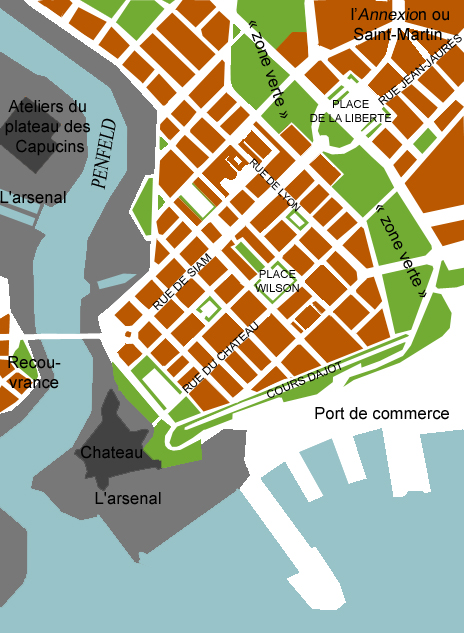
Der noch heute maßgebliche Wiederaufbauplan von 1948

An der Stelle des heutigen Brest befand sich zur Zeit der Römer seit Ende des 3. Jahrhunderts ein befestigter Stützpunkt, der dem Küstenschutz diente und Gesocribate genannt wurde. Im 5. Jahrhundert wanderten von England her britische Stämme ein, nach denen das Land Bretagne genannt wurde. Später wurde hier ein Kastell gegen die Angriffe der Normannen errichtet. Mit der Bretagne kam auch Brest im 12. Jahrhundert unter die Oberhoheit der Engländer, 1202 aber wieder zurück unter französische Lehnsherrschaft.
Mit Beginn der Neuzeit erlebte die Stadt durch den Überseehandel einen Aufschwung. 1593 erhielt Brest durch König Heinrich IV. das Stadtrecht. 1631 machte Kardinal Richelieu Brest zum Militärhafen und ließ dort das Marinearsenal für die Flotte du Ponant erbauen. 1683 wurde die Anlage von Vauban zur Festung ausgebaut. Am 18. Juni 1686 traf hier eine Delegation aus Siam ein, die zu König Ludwig XIV. nach Versailles weiterreiste, ein Ereignis, an das bis heute der Name der wichtigsten Hauptstraße der Stadt, die Rue de Siam, erinnert. 1749 wurde das „Bagno“ (Zuchthaus) von Brest eingerichtet, ein Arbeitslager auf dem Gelände des Marinearsenals. Es konnte bis zu 3700 Sträflinge aufnehmen und bestand bis 1858. Das 1750/51 durch den Baumeister Choquet de Lindu errichtete Hauptgebäude des Bagno mit einer Fassade von 254 m Länge gehörte zu charakteristischen Bauten des alten Brest vor dem Zweiten Weltkrieg. Die Insassen stellten rund 10 % der Stadtbevölkerung und spielten im Leben Brests eine große Rolle. Neben Schiffbauarbeiten verrichteten die Strafgefangenen auch Erdarbeiten im Hafenbecken und am Kanal von Nantes nach Brest. 1752 wurde in Brest eine Marineakademie eingerichtet. Das Marinearsenal war auch wegen seiner mächtigen Kanone bekannt, die täglich die Öffnung und Schließung des Arsenalgeländes ankündigte – einer umstrittenen Theorie zufolge von dieser sollte sich auch die französische Redewendung tonnerre de Brest (so viel wie: mächtiges Donnerwetter) ableiten.
1789 war die Brester Bevölkerung zunächst begeistert für die Französische Revolution. Ihre Sympathien galten dann aber vermehrt den Girondisten bzw. einem föderalen Staatsaufbau, was ihr den Unmut der Jakobiner einbrachte, die 70 Bürger unter die Guillotine schickten. Nach dem Sturz Robespierres wurde die Stadt dann wieder von Girondisten verwaltet. Der Hafen verlor allerdings bald durch die Kontinentalblockade an Bedeutung, der Handel lag brach und eine Wirtschaftskrise war die Folge, die die Stadt zurückwarf. Unter Napoleon wurde mit dem Bau des schiffbaren Canal de Nantes à Brest begonnen, mit dem die Seeblockade umgangen werden sollte. Mit der Industrialisierung fand man wieder Anschluss an die wirtschaftliche Entwicklung, etwa durch den Bau der Brücke über den Penfeld 1856 oder den Bau des Brester Bahnhofs 1865; die Stadt lag damals 18 Zugstunden von Paris entfernt. Das Zuchthaus wurde 1858 aufgegeben, stattdessen verfrachtete man die Insassen von Bordeaux aus direkt auf Sträflingsinseln in Übersee. 1904 wurde der erste sozialistische Bürgermeister gewählt. Im Ersten Weltkrieg war Brest 1917/1918 ein wichtiger Nachschubhafen der US-Truppen in Europa. In der Nachkriegszeit wurde der Hafen stetig erweitert, 1930 kamen die Anlagen von Plougastel hinzu. 
Im Zweiten Weltkrieg nahm die deutsche Wehrmacht Brest am 19. Juni 1940 ein und machte es zu einem der wichtigsten Stützpunkte am „Atlantikwall“, wo auch die 1. U-Flottille und ein Marinelazarett stationiert waren. 1941/1942 lagen hier auch die beiden Schlachtschiffe der Scharnhorst-Klasse und der Kreuzer Prinz Eugen. In Brest wurde auch eine Seenotfliegerstaffel aufgestellt. Zum Schutz der U-Boote wurde unmittelbar vor der ehemaligen Ecole Navale, deren Gebäude jetzt als Hauptquartier der U-Boot-Flottille diente, ein U-Boot-Bunker gebaut, der 192 m breit, 333 m lang und 17 m hoch war. Die Deckenstärke betrug 6,20 m.

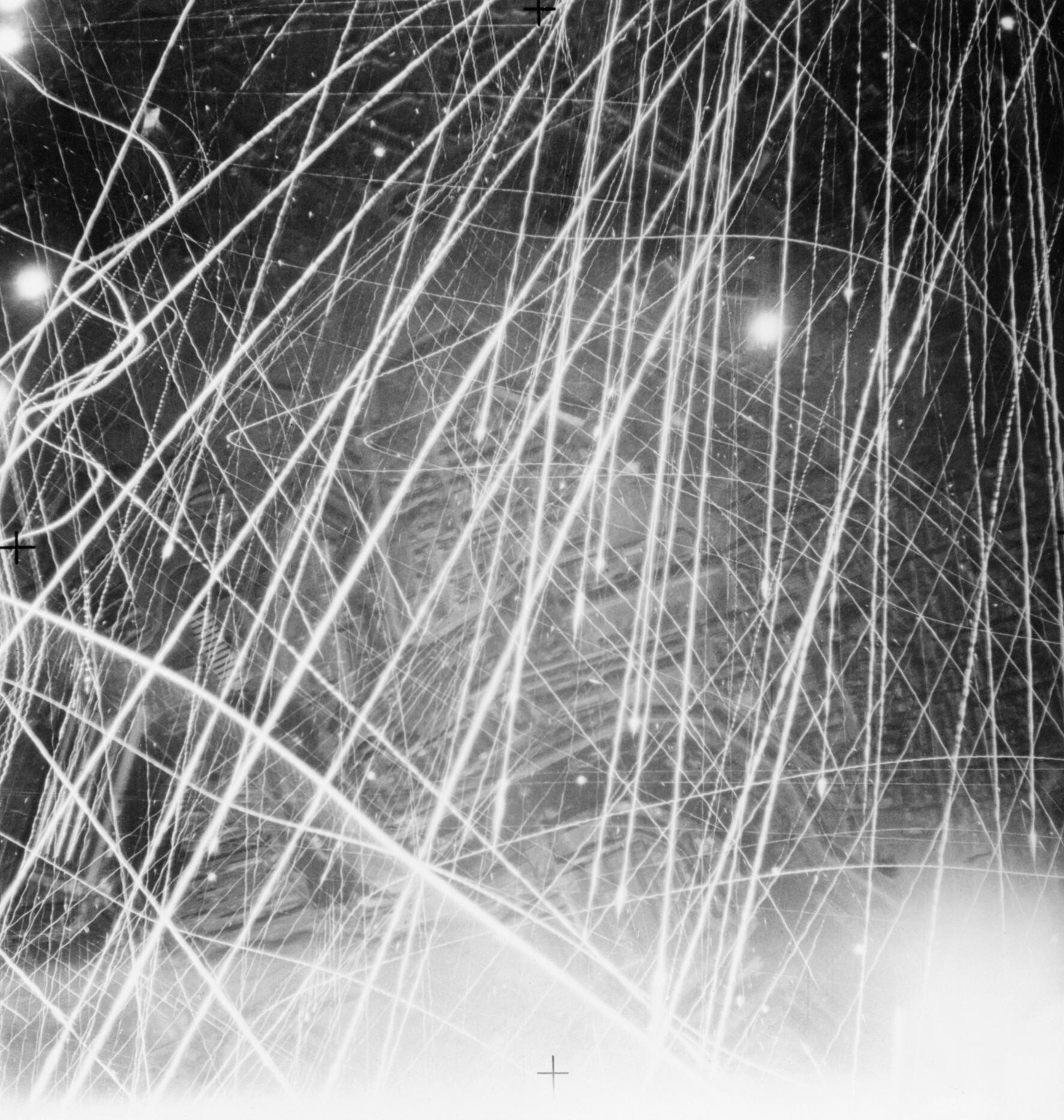
Deutsche Flak (1941)
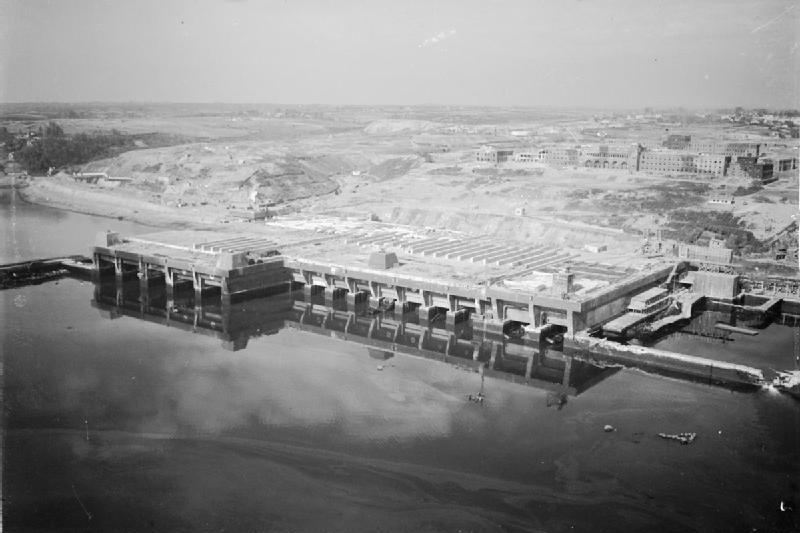
U-Boot-Bunker von Brest (August 1944)
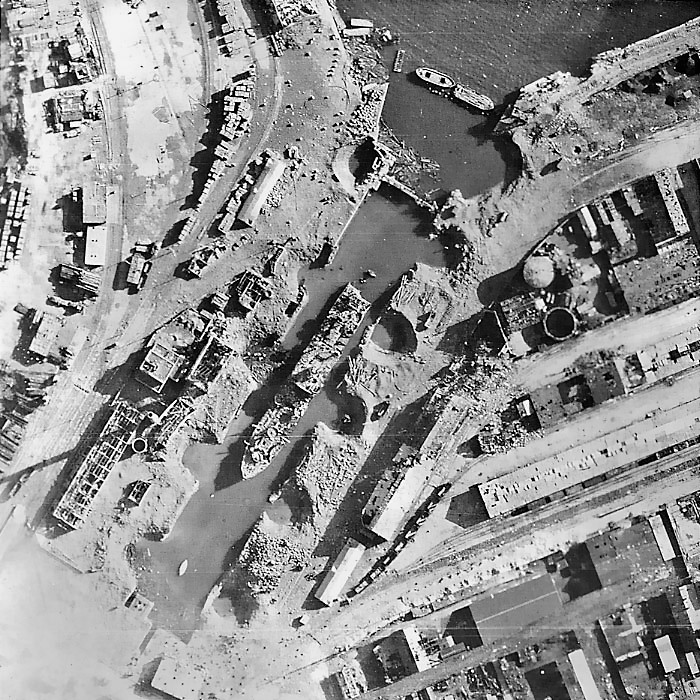
Brest nach den alliierten Bombardierungen (1944)

Hitler ernannte im Januar 1944 alle wichtigen Hafenstädte im Westen – so auch Brest – zur „Festung“, was vor allem symbolischen Charakter hatte. 
In OKW-Befehlen von Februar 1944 zur Verteidigung von Festungen wurde befohlen, „bis zum letzten Mann“ zu kämpfen und keinesfalls zu kapitulieren. Nach der Landung in der Normandie wurde Brest, wo sich in den Bunkern fast 35.000 deutsche Besatzer verschanzt hatten, in der Schlacht um die Bretagne 43 Tage von den Alliierten belagert. Am 21. August 1944 hatte die US-amerikanische Operation begonnen, die von Landernau aus Brest vom Umland trennte. Am 2. September gelang ihnen die Einnahme eines Hügels nordöstlich der Stadt. Ab dem 10. September begann der Häuserkampf am Ostrand der Stadt. Unter hohen Verlusten kämpften sie sich zum Fort de Montbarey durch. Der deutsche Kommandant Hermann-Bernhard Ramcke, der zum Ärger Goebbels nicht Suizid beging, kapitulierte am 18. September 1944, nachdem er am 13. September ein erstes Kapitulationsangebot ausgeschlagen hatte. Die letzten Deutschen ergaben sich am Tag danach.
Die Stadt wurde durch die Kämpfe und Bombardierungen der Alliierten stark zerstört und musste von Grund auf, nach den Plänen von Jean-Baptiste Mathon, neu aufgebaut werden. 1961 war der Wiederaufbau im Wesentlichen abgeschlossen.
Da von der historischen Bausubstanz wenig übrigblieb, macht Brest heute den Eindruck einer Planstadt mit Betonbauten. Wirtschaftlich musste man sich nach dem Zweiten Weltkrieg umorientieren, da die Bedeutung als Marinehafen zurückging; stattdessen erlebten nunmehr die Dienstleistungsbranche und moderne Industrien sowie die Meeresforschung einen Aufschwung. Zur Bedeutung als Bildungszentrum trug auch die Gründung der Université de Bretagne Occidentale im Jahr 1960 bei.

## Bevölkerungsentwicklung
| Jahr                       | 1962    | 1968    | 1975    | 1982    | 1990    | 1999    | 2006    | 2016    |
| Einwohner                  | 136.104 | 154.023 | 166.826 | 156.060 | 147.956 | 149.634 | 144.548 | 140.064 |
| Quellen: Cassini und INSEE |         |         |         |         |         |         |         |         |

## Politik

### Verwaltung
Brest ist Sitz der Unterpräfektur des Arrondissements Brest.

### Städtepartnerschaften
Brest unterhält zehn Gemeindepartnerschaften mit:
| Stadt         | Land                   | Typ                   | seit |
| ------------- | ---------------------- | --------------------- | ---- |
| Bejaia        | Algerien               | Freundschaftsabkommen | 1995 |
| Cádiz         | Spanien                | Partnerstadt          | 1986 |
| Constanța     | Rumänien               | Partnerstadt          | 1993 |
| Denver        | Vereinigte Staaten     | Partnerstadt          | 1959 |
| Dún Laoghaire | Irland                 | Partnerstadt          | 1984 |
| Kiel          | Deutschland            | Partnerstadt          | 1964 |
| Plymouth      | Vereinigtes Königreich | Partnerstadt          | 1963 |
| Saponé        | Burkina Faso           | Partnerstadt          | 1989 |
| Tarent        | Italien                | Partnerstadt          | 1964 |
| Yokosuka      | Japan                  | Partnerstadt          | 1970 |

## Kultur und Sehenswürdigkeiten

### Bauwerke und Museen
Siehe auch: Liste der Monuments historiques in Brest (Finistère)
- Die Brester Festung (französisch Château de Brest) über der Mündung der Penfeld bietet einen guten Überblick über die Reede und den Marinehafen. Einer der Türme beherbergt das Musée de la Marine (ein Zweig des Musée national de la Marine) mit einer Sammlung zur Geschichte des Hafens und der Marine.[8]
- Océanopolis seit 1990, ein Erlebnispark zum Thema Ozeane mit 42 Meerwasser-Schauaquarien unterschiedlicher Größe und einem Schwerpunkt auf Flora und Fauna der bretonischen Küste.
- Verschiedene Überreste der Festungsbauwerke von Vauban
- In einem mittelalterlichen Turm, dem Tour Tanguy, am rechten Ufer der Penfeld-Mündung, befindet sich ein kleines Museum mit Modellen und historischen Dokumenten zum Aussehen der Stadt Brest vor dem Zweiten Weltkrieg.
- Die Hubbrücke Pont de Recouvrance von 1954 über die Penfeld.
- Der 1940 bis 1944 von den deutschen Besatzern errichtete U-Boot-Bunker, der insgesamt Platz für 13 U-Boote geboten hat.
- Das Musée des Beaux-Arts stellt eine kleine Sammlung europäischer Malerei vom 16.–21. Jahrhundert aus.
- Kirche St-Louis, ursprünglich aus dem 18. Jahrhundert, nach Kriegszerstörung zwischen 1953 und 1958 neu errichtet.
- Die Ateliers des Capucins, ein ehemaliges Werftgelände und Klosterkomplex, wurden zu einem modernen Kultur- und Veranstaltungszentrum umgebaut. Heute beherbergen sie unter anderem eine öffentliche Bibliothek, Ausstellungsflächen, Start-ups, Kletterwände sowie Gastronomie- und Veranstaltungsräume. Das weitläufige Areal ist über eine Seilbahn mit dem Stadtzentrum verbunden und gilt als eines der größten überdachten öffentlichen Räume Europas.

### Regelmäßige Veranstaltungen

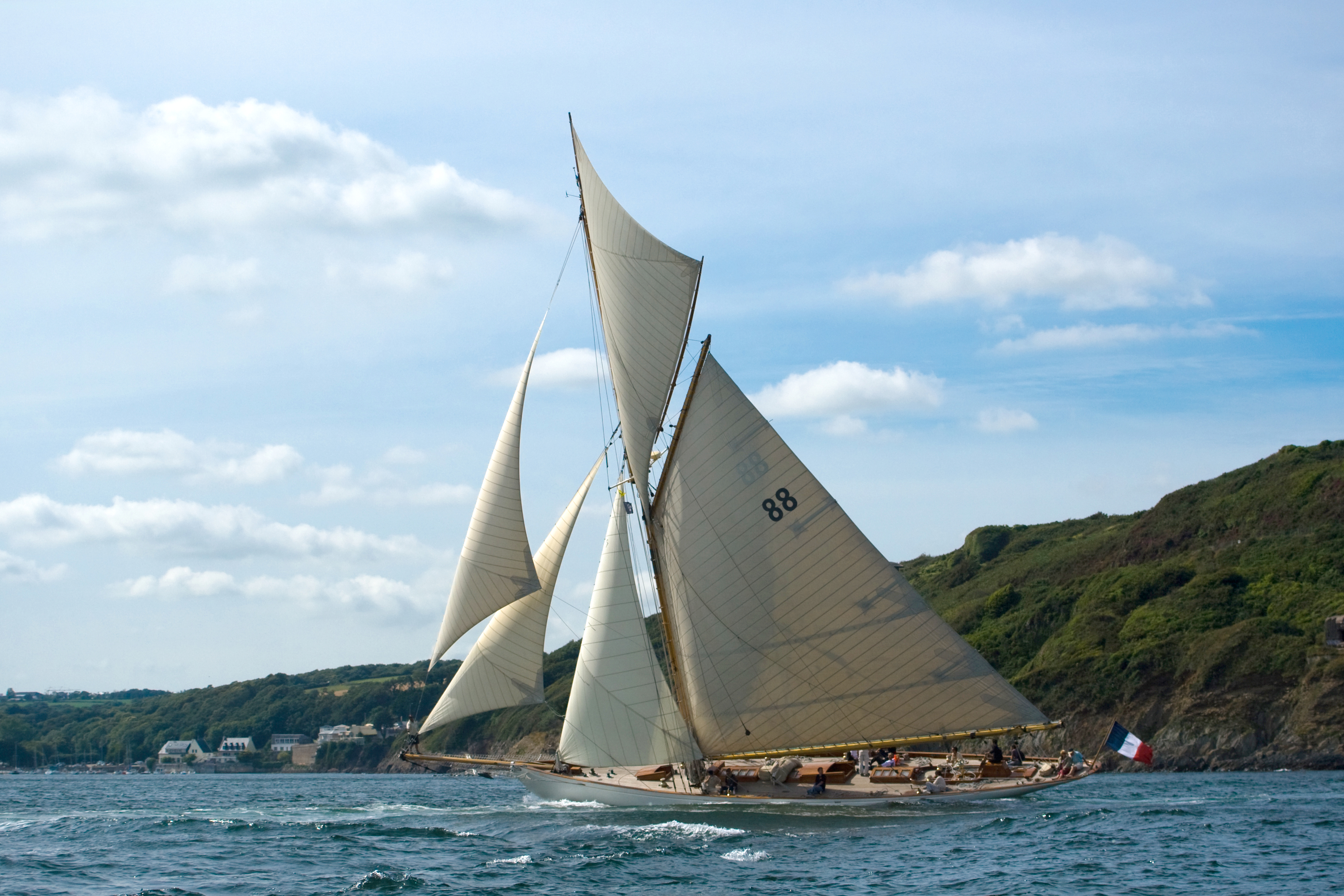
Segeljacht Moonbeam beim maritimen Festival Brest 2008

- Seit 1992 findet alle vier Jahre im Monat Juli das Fêtes maritimes de Brest statt, ein internationales Festival des Meeres und der Matrosen (Brest 92, Brest 96, Brest 2000, Brest 2004 usw.)[9], unter anderem mit einer Schau internationaler Großsegler. Im Jahr 2012 besuchten 715.000 Personen die Veranstaltung in und an der Rade de Brest.
- Die städtische Bühne Le Quartz ist über die Grenzen des Départements hinaus bekannt.
- Jedes Jahr im Herbst findet das Kurzfilmfestival Festival européen du film court de Brest statt.
- Seit einigen Jahren lockt das Festival Astropolis französische und internationale Größen elektronischer Musik nach Brest (meist Anfang August).
- Seit 1891 ist Brest der Wendepunkt des Radrennens Paris–Brest–Paris (Brevet), das alle vier Jahre stattfindet, und des Radrennens Paris-Brest-Paris (Audax), welches alle fünf Jahre stattfindet

## Wirtschaft und Infrastruktur

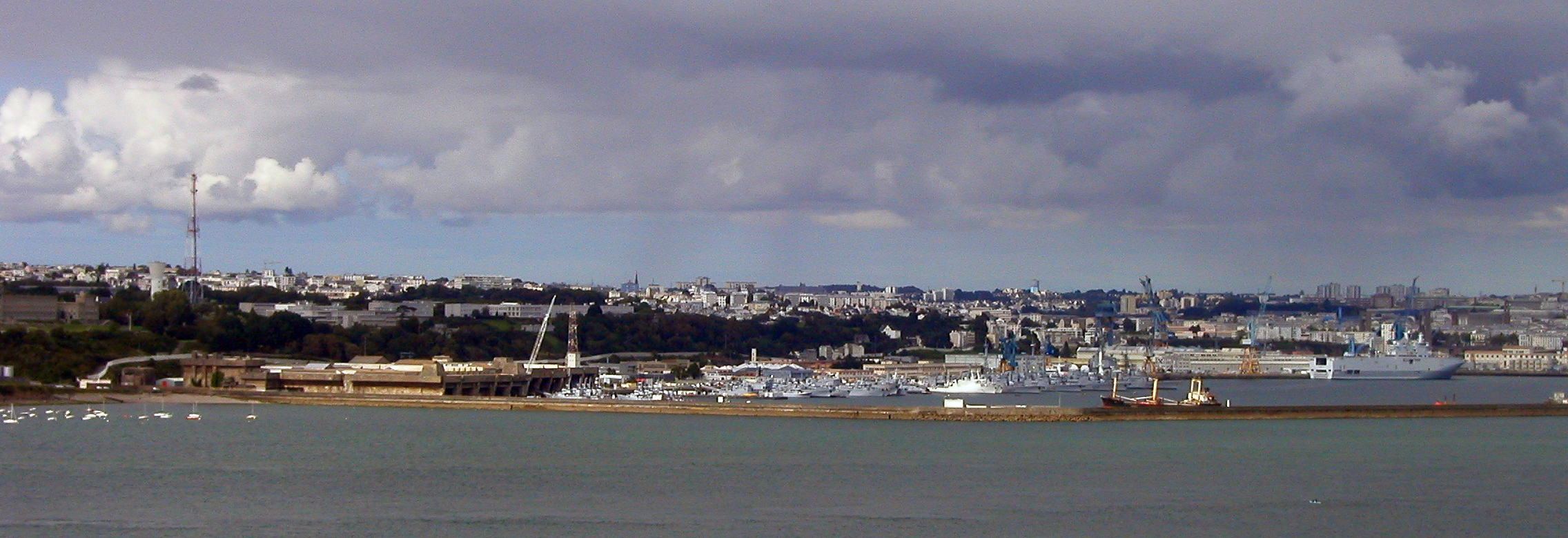
Der Hafen von Brest von der Pointe des Espagnols aus

### Ansässige Unternehmen
Die 1966 gegründete Firma SMDO Industries, der weltweit drittgrößte Hersteller von Stromgeneratoren, hat ihren Hauptsitz in Brest.

### Straßenverkehr
Zwei gebührenfreie Autobahnen verbinden Brest mit Rennes (RN 12) sowie mit Nantes (RN 165). Die Route nationale RN 265 schafft eine Verbindung nach Osten. Ein Teilstück dieser Autobahn stellt die Umfahrung der Stadt dar.

### Schienenverkehr
Der Bahnhof von Brest wurde zwischen 1936 und 1937 im Art-déco-Stil errichtet und liegt an der Bahnstrecke Paris–Brest.
Er wird täglich von mehreren TGV-Zügen bedient, die ihn direkt mit Paris Gare Montparnasse verbinden. Die schnellsten davon schaffen die Strecke in 3 h 21 m. Mit dem Projekt Bretagne à Grande Vitesse ist geplant, die Fahrzeit auf 3 h 10 m zu reduzieren.

### ÖPNV

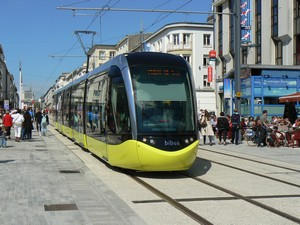
Straßenbahn Brest

Der Nahverkehr in Brest wird von einer Straßenbahnlinie, 14 Buslinien und seit 2015 auch einer Seilbahn, der Téléphérique de Brest, bedient. Daneben gibt es 7 Rufbuslinien in kleinere oder abgelegene Randgebiete der Agglomeration sowie zwei besondere Pendelbuslinien zum Flughafen Guipavas sowie in den Marinestützpunkt. Die Straßenbahnlinie, seit 2009 in Bau, bedient auf 14,3 km Länge insgesamt 28 Haltestellen. Sie verbindet den West- mit dem Ostteil der Stadt und wurde mit einer Einweihungsfeier am 23. und 24. Juni 2012 in Betrieb genommen. In diesem Zusammenhang ist auch das gesamte Busnetz der Agglomeration neu gestaltet und auf die neue Straßenbahn abgestimmt worden. Eine zweite Linie, die auch den Bahnhof und den Hafen anbinden soll, befindet sich in konkreter Planung.

### Schiffsverkehr
Der Hafen von Brest, der hauptsächlich als Frachthafen genutzt wird, bietet zudem Passagierverbindungen zur Crozon-Halbinsel sowie zu den Inseln der Iroise.

### Flugverkehr
Der Flughafen Brest befindet sich auf dem Gebiet der Gemeinde Guipavas und bestreitet 45 % des Passagieraufkommens in der Bretagne.
Seit Dezember 2007 ist ein neues Terminal in Form eines Manta in Betrieb, was die Passagierkapazität auf 1,8 Millionen im Jahr erhöhte.

## Bildung
- Brest Business School
- Institut supérieur de l’électronique et du numérique

## Militär
Die Base navale de Brest, der Militärhafen von Brest, ist eine der größten Marinebasen Frankreichs und dient als Heimathafen für zahlreiche Kriegsschiffe und U-Boote. 

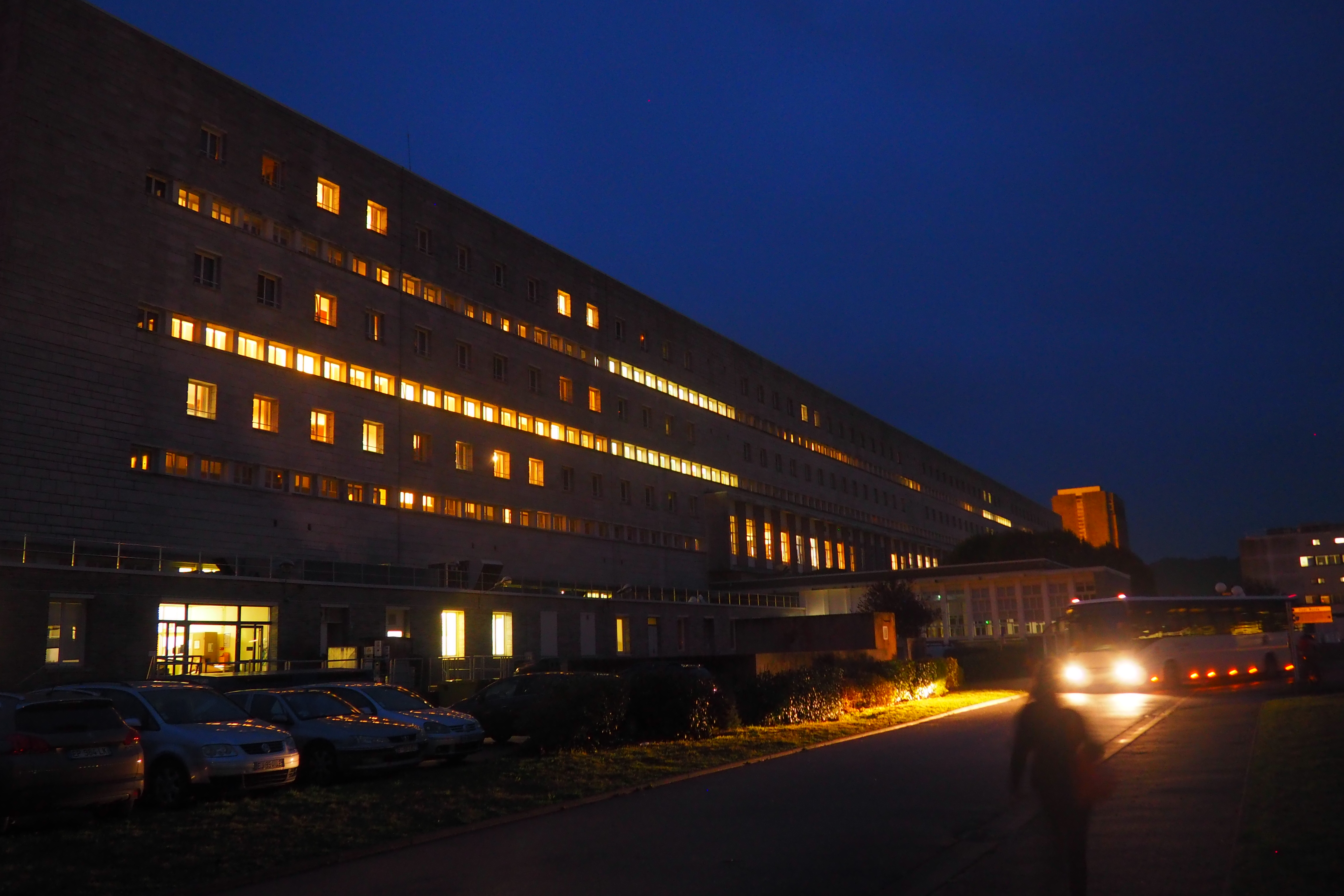
École navale

 Die französische Marineschule École navale mit Sitz in Lanvéoc in der Bucht von Brest, südlich von Brest, wurde ursprünglich in Brest gegründet und bildet Offiziere für die französische Marine aus. Sie gilt als wichtigste Akademie für die französische Marineausbildung. 

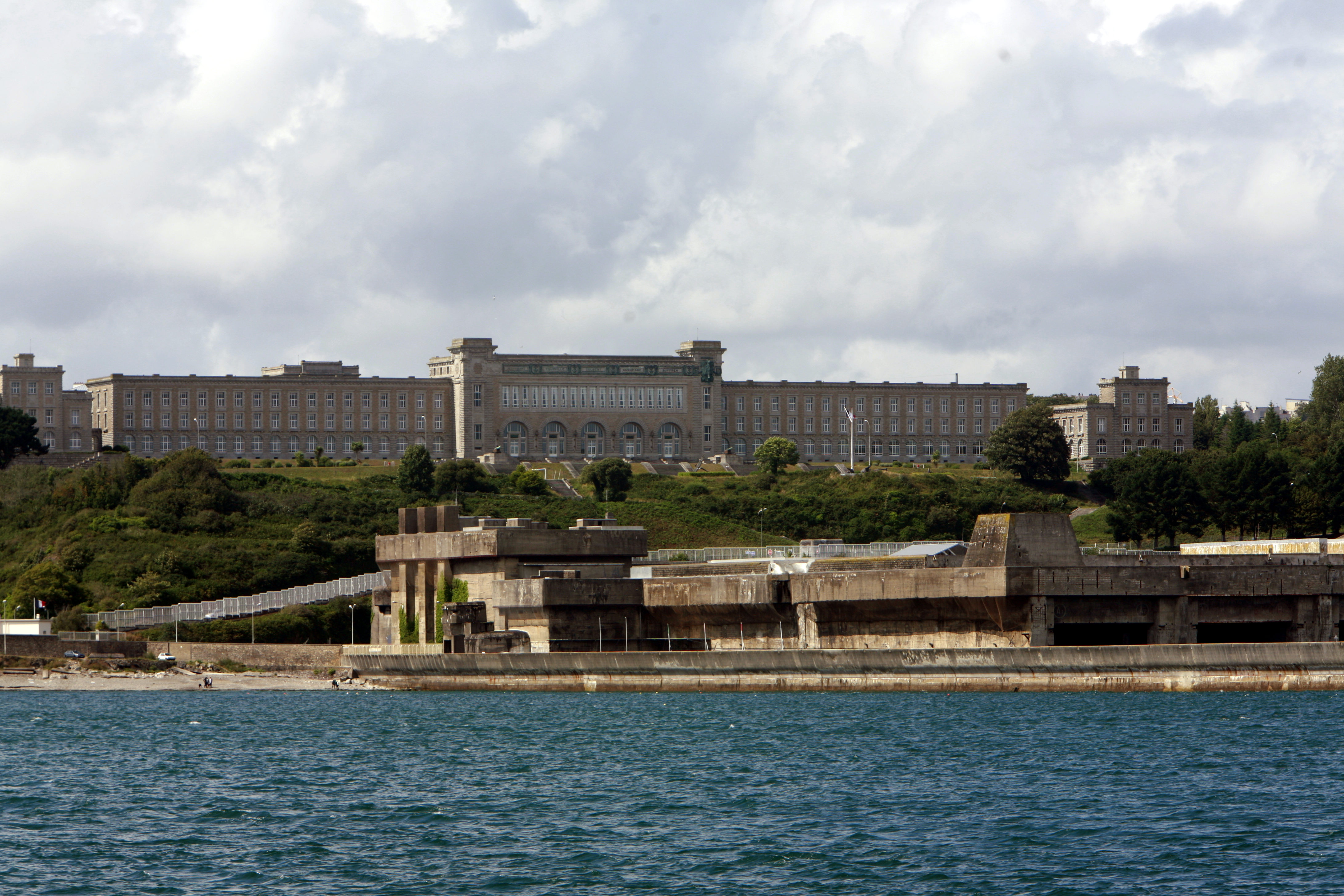
École de maistrance (Unteroffizierschule der Marine)

 Das Centre d'instruction naval de Brest (CIN Brest) ist als Marineausbildungszentrum auf die Grund- und Fachausbildung für Marinepersonal spezialisiert. Auf der zur Marinebasis von Brest gehörenden Halbinsel Île Longue befindet sich der U-Boot-Stützpunkt für die nuklearen ballistischen Raketen-U-Boote der französischen Marine. Das historische Fort Fort Montbarey ist heute ein Museum, das unter anderem die Rolle Brests und der Bretagne im Zweiten Weltkrieg dokumentiert, aber früher als militärische Einrichtung diente. Der Marineflugplatz Base d'aéronautique navale de Landivisiau (BAN Landivisiau) liegt nur wenige Kilometer von Brest entfernt und ist die Basis für die Kampfflugzeuge der französischen Marine (z. B. Rafale Marine, die auf Flugzeugträgern eingesetzt werden kann).

## Sport
Brest ist die Heimat des Fußballvereins Stade Brest. In der Stadt befindet sich die Brest Arena, eine 2014 eröffnete Multifunktionsarena mit bis zu 5.500 Plätzen, die regelmäßig für Sportveranstaltungen und Konzerte genutzt wird. Die Arena war unter anderem eine von acht Austragungsstätten der Handball-Weltmeisterschaft der Männer 2017 in Frankreich und ist im Dezember 2018 ebenfalls einer der Austragungsorte der Handball-Europameisterschaft der Frauen 2018 gewesen.

## Persönlichkeiten

### Bis 1900
- Henri-François de La Rochefoucauld (1716–1784), Aristokrat und Marineoffizier
- Jacques-Noël Sané (1740–1831), Schiffsbauingenieur
- François Étienne de Rosily-Mesros (1748–1832), Admiral
- Charles-Alexandre Léon Durand Linois (1761–1848), Admiral
- Claire de Duras (1777–1828), Schriftstellerin und Salonnière
- Prosper Garnot (1794–1838), Marinearzt und Naturforscher
- Edmond Jurien de La Gravière (1812–1892), Offizier der Kriegsmarine und Autor zur Militärgeschichte
- Albert Auguste Gicquel des Touches (1818–1901), Marineoffizier und Politiker
- Albert Roussin (1821–1896), Marineoffizier und Politiker
- Nathalie Lemel (1827–1921), Sozialistin und Feministin
- Jules Bourdais (1835–1915), Architekt
- Charles-Jules Layrle (1834–1896), Seeoffizier und Konteradmiral
- Marie Souvestre (1835–1905), Feministin, Menschenrechtsaktivistin und Internatsleiterin
- Jean-Louis Pindy (1840–1917), Kommunarde und Mitglied der Internationalen Arbeiterassoziation
- M. Maryan (1847–1927), bretonische Schriftstellerin
- Flavien-Louis Peslin (1847–1905), Maler
- Louis Bréhier (1868–1951), Historiker und Byzantinist
- Émile Masson (1869–1923), anarchosozialistischer Schriftsteller und Denker
- Gustave Hervé (1871–1944), Publizist und Politiker
- Gaston Esnault (1874–1971), Romanist und Keltologe
- Marie Lenéru (1875–1918), Dramatikerin
- Victor Hémery (1876–1950), Automobilrennfahrer
- Victor Segalen (1878–1919), Schriftsteller, Marinearzt, Ethnologe und Archäologe
- Jean Cras (1879–1932), Komponist und Konteradmiral
- Louis Hémon (1880–1913), Schriftsteller
- Jean-Marie le Bourvelec (1880–1969), Turner
- Victor Pierre Le Gorgeu (1881–1963), Politiker und Résistant; nicht in Brest geboren, aber Bürgermeister von 1929 bis 1941
- Jean Ernest Odend’hal (1884–1957), Vizeadmiral der französischen Marine
- Paul Simon (1886–1956), Politiker
- Georges Thierry d’Argenlieu OCD (1889–1964), Ordenspriester
- Eugène Deloncle (1890–1944), Ingenieur und Politiker der extremen Rechten
- Yves Émile Aubert (1892–1976), Contre-amiral der Marine Nationale
- Jean Ganeval (1894–1981), Général de corps d’armée und Politiker
- Jeanne d’Autremont (1899–1979), Schachspielerin
- Roparz Hemon (1900–1978), bretonischer Schriftsteller und Nationalist

### 1901 bis 1950
- Georges Chaperot (1902–1970), Drehbuchautor
- René Renoux (1904–2000), Filmarchitekt
- Noël Devaulx (1905–1995), Schriftsteller
- Alex Thépot (1906–1989), Fußballspieler
- Bernard Cornut-Gentille (1909–1992), Kolonialadministrator, Diplomat und Politiker
- André Colin (1910–1978), Politiker
- Henri Queffélec (1910–1992), Schriftsteller
- Jean Simon (1912–2003), Militär
- Michel Abalan (1920–2000), Soldat und Kolonialbeamter
- Yves Guéna (1922–2016), Politiker
- Alain Robbe-Grillet (1922–2008), Agraringenieur, Filmemacher und Schriftsteller
- Odile Caradec (1925–2021), Lyrikerin und Autorin
- Robert Héliès (1927–2019), Fußballspieler und -schiedsrichter
- Pierre Brice (1929–2015), Schauspieler
- Jacques Jullien (1929–2012), Erzbischof von Rennes
- Jean-Pierre Genet (1940–2005), Radrennfahrer
- Loïk Le Floch-Prigent (1943–2025), Manager

### Ab 1951
- Christian Seznec (* 1952), Radrennfahrer
- Mohamed Benkreira (1955–2023), algerisch-kanadischer Handballtrainer
- Bernard Rogel (* 1956), Admiral
- Annick Cojean (* 1957), Journalistin
- Stéphane Heuet (* 1957), Comiczeichner und Autor
- Jacques Pellen (1957–2020), Jazzgitarrist und Komponist
- Martin Provost (* 1957), Schauspieler, Drehbuchautor und Filmregisseur
- Gilles Lebreton (* 1958), Philosoph und Politiker
- Jean-Jacques Urvoas (* 1959), Politiker (PS)
- Yvan Le Bolloc’h (* 1961), Schauspieler, Moderator, Musiker
- Béatrice Dalle (* 1964), Schauspielerin
- Christophe Miossec (* 1964), Musiker
- Tristan Rivière (* 1967), Mathematiker
- Corentin Martins (* 1969), Fußballspieler
- Yann Tiersen (* 1970), Musiker
- Erwann Binet (* 1972), Politiker
- Sébastien Flute (* 1972), Bogenschütze
- Jocelyn Gourvennec (* 1972), Fußballspieler und -trainer
- Tanguy Viel (* 1973), Schriftsteller
- Philippe Collin (* 1975), Radiomoderator und Journalist
- Benoît Nicolas (* 1977), Duathlon-Weltmeister
- Marie Pommepuy (* 1978), Teil des Künstlerduos Kerascoët
- Éric Berthou (* 1980), Radrennfahrer
- Karim Soltani (* 1984), algerisch-französischer Fußballspieler
- Paul Cabon (* 1985), Animationsfilmer
- Marko Muslin (* 1985), französisch-serbischer Fußballspieler
- Yann Guyot (* 1986), Radrennfahrer
- Christophe Kerbrat (* 1986), Fußballspieler
- Fabien Causeur (* 1987), Basketballspieler
- Gonzalo Higuaín (* 1987), argentinischer Fußballspieler
- Frédéric Morel (* 1988), Koch
- Mathieu Spinosi (* 1990), Filmschauspieler und Geiger
- Laury Thilleman (* 1991), Journalistin, Schauspielerin und Miss France 2011
- Alexandre Coeff (* 1992), französisch-algerischer Fußballspieler
- Maud-Éva Copy (* 1992), Handballspielerin
- Olivier Le Gac (* 1993), Radsportler
- Pierre-Yves Hamel (* 1994), Fußballspieler
- Lorenzo (* 1994), Rapper
- Aloïse Retornaz (* 1994), Seglerin
- Griedge Mbock Bathy (* 1995), Fußballspielerin
- Benoît Campion (* 1998), Mittelstreckenläufer
- Léna Kandissounon (* 1998), Leichtathletin
- Hianga’a Mbock (* 1999), französisch-kamerunischer Fußballspieler
- Cédrine Kerbaol (* 2001), Radrennfahrerin
- Ewen Costiou (* 2002), Radsportler
- Maëva Squiban (* 2002), Radrennfahrerin
- Axel Camblan (* 2003), Fußballspieler
- Fathia Youssouf (* 2006), Schauspielerin

## Trivia
- Vom nach dem Zweiten Weltkrieg in Ruinen liegenden Brest handelt eines der berühmtesten Gedichte von Jacques Prévert, Barbara, das auch als Chanson vertont wurde.